# 6 Heures de São Paulo 2024

Le tracé de l'Autodromo José Carlos Pace, où s'est déroulée la course.

Les 6 Heures de São Paulo 2024 (originellement connues sous le nom de 6 Heures Rolex de São Paulo 2024 ) étaient une épreuve de course de voitures de sport d'endurance courue le 14 juillet 2024, en tant que cinquième des huit manches du Championnat du monde d'endurance de la FIA 2024. Il s'agissait de la quatrième édition de l'événement dans le cadre du Championnat du Monde d'Endurance, et de sa première édition l'événement depuis 2014.

## Contexte
L'événement a été annoncé le 9 juin 2023, lors du week-end des 24 Heures du Mans 2023. Le Circuit d'Interlagos a signé un contrat pour accueillir l'événement au moins jusqu'en 2028, rendu possible grâce à un accord avec la mairie de São Paulo.

## Liste des inscrits
La liste des engagés a été dévoilée le 26 juin 2024, avec 37 engagés : 19 en Hypercar et 18 en LMGT3. Clemens Schmid devait remplacer Timur Boguslavskiy dans la Lexus n°78 Akkodis ASP Team. Cependant, la voiture a dû se retirer de l'épreuve après un gros accident d'Arnold Robin lors de la première séance d'essais libres,. De plus, Harry Tincknell n'était pas à bord de la Porsche n°99 Proton Competition en raison d'engagements dans la manche de Mosport Park de l'IMSA. Mike Conway est revenu au volant de la Toyota Gazoo Racing n°7, après avoir renoncé au Mans à la suite d'un accident. José María López est donc revenu au volant de la Lexus n°87 Akkodis ASP Team.

## Calendrier
| Date                | Heure (locale : BRT ) | Événement                 |
| ------------------- | --------------------- | ------------------------- |
| Vendredi 12 juillet | 10h45                 | Essais libres 1           |
| Vendredi 12 juillet | 14h30                 | Essais libres 2           |
| samedi 13 juillet   | 10h30                 | Essais libres 3           |
| samedi 13 juillet   | 14h30                 | Qualifications - LMGT3    |
| samedi 13 juillet   | 14h50                 | Hyperpole - LMGT3         |
| samedi 13 juillet   | 15h10                 | Qualifications - Hypercar |
| samedi 13 juillet   | 15h30                 | Hyperpole - Hypercar      |
| dimanche 14 juillet | 11h30                 | Course                    |
| Source :            |                       |                           |

## Essais libres
Trois séances d'essais ont eu lieu : deux vendredi et une samedi. Les séances du vendredi matin et du vendredi après-midi ont duré 90 minutes, et la séance du samedi matin a duré 60 minutes.

### Essais libres 1
La première séance d'essais a débuté à 10h45 BRT vendredi. Nico Müller a dominé la séance au volant de la Peugeot TotalEnergies n°93, avec un temps au tour de 1:26.341. Il était 0,179 seconde plus rapide que Earl Bamber, deuxième, dans la Cadillac Racing n°2, et André Lotterer a terminé troisième dans la Porsche Penske Motorsport n°6. Nicolas Costa s'est montré le plus rapide dans la catégorie LMGT3 : il a bouclé le circuit en 1 minute 35,881 secondes au volant de la McLaren n°59 de United Autosports. Il n'était que 0,003 seconde plus rapide qu'Alex Riberas, deuxième, dans l'Aston Martin n°27 Heart of Racing Team, Marco Sørensen complétant le top trois dans l'Aston Martin n°777 D'station Racing. La séance a été interrompue par un drapeau rouge à 43 minutes de la fin après une lourde chute d'Arnold Robin : la séance n'a pas repris. La Lexus n°78 a été retirée de l'événement, les dommages causés à la voiture étant trop longs à réparer.
| Classe    |    | Ecurie                  | Pilote        | Temps    |
| --------- | -- | ----------------------- | ------------- | -------- |
| Hypercar  | 93 | Peugeot TotalEnergies   | Nico Müller   | 1:26.341 |
| LMGT3     | 59 | Sports automobiles unis | Nicolas Costa | 1:35.881 |
| Source ,: |    |                         |               |          |

- Remarque : seule la voiture la plus rapide de chaque classe est affichée.

### Essais libres 2
La deuxième séance d'essais a débuté vendredi à 14h30 BRT. Toyota a réalisé les deux meilleurs temps : Sébastien Buemi a été le plus rapide dans la Toyota n°8 avec un tour en 1:25.727, 0,033 seconde plus rapide que Kamui Kobayashi, deuxième, dans la voiture sœur n°7. Alessandro Pier Guidi complète le trio de tête au volant de la Ferrari AF Corse n°51 ; il n'était que 0,043 seconde plus lent que Buemi. José María López a dominé la séance dans la catégorie LMGT3 au volant de la seule Lexus restante, avec un tour en 1:35.725. Il était 0,325 seconde plus rapide que Franck Perera dans la Lamborghini Iron Lynx n°60, avec Alessio Rovera dans la Ferrari Vista AF Corse n°55 en troisième position.
| Classe    |    | Ecurie                 | Pilote           | Temps    |
| --------- | -- | ---------------------- | ---------------- | -------- |
| Hypercar  | 8  | Toyota Gazoo Racing    | Sébastien Buemi  | 1:25.727 |
| LMGT3     | 87 | L'équipe ASP d'Akkodis | José María López | 1:35.881 |
| Source ,: |    |                        |                  |          |

- Remarque : seule la voiture la plus rapide de chaque classe est affichée.

### Essais libres 3
La troisième et dernière séance d'essais a débuté à 10h30 BRT samedi. Callum Ilott a mené un triplé Porsche dans la n°12 Hertz Team Jota, avec un temps au tour de 1:24.297. Il était 0,012 seconde plus rapide que Matt Campbell dans la Porsche Penske Motorsport n°5, tandis que Kévin Estre dans la Porsche sœur n°6 a terminé troisième, à 0,093 seconde derrière Ilott. Alex Malykhin a réalisé le meilleur tour en LMGT3 : il a bouclé le circuit en 1 minute 35,488 secondes au volant de la Porsche Manthey PureRxcing n°92. Il était 0,062 seconde plus rapide que Nico Pino, deuxième, dans la McLaren n°95, et Sarah Bovy a complété le top trois dans la Lamborghini Iron Dames n°85.
| Classe    |    | Ecurie             | Pilote         | Temps    |
| --------- | -- | ------------------ | -------------- | -------- |
| Hypercar  | 12 | Hertz Team Jota    | Callum Ilott   | 1:24.297 |
| LMGT3     | 92 | Manthey PureRxcing | Alex Malykhine | 1:35.488 |
| Source ,: |    |                    |                |          |

- Remarque : seule la voiture la plus rapide de chaque classe est affichée.

## Qualification
Les qualifications ont débuté à 14 h 30 heure locale samedi. La pole position a été réalisée par Kamui Kobayashi au volant de la Toyota n°7 avec un tour en 1'23''140, soit 0,122 seconde plus rapide que Buemi dans la Toyota sœur n°8. Campbell a complété le top trois dans la Porsche n°5, à 0,191 seconde de Kobayashi. En LMGT3, la pole position a été remportée par Sarah Bovy sur la Lamborghini n°85, avec un tour en 1'34''413. Elle était 0,391 seconde plus rapide que le pilote biélorusse Aliaksandr Malykhin, deuxième, dans la Porsche n°92, tandis que Josh Caygill dans la McLaren n°95 était le troisième plus rapide.

### Résultats des qualifications
Les polemen/polewomen dans chaque classe sont marqués en gras.
|          | Class    |     | Ecurie                    | Qualifying | Hyperpole |    |
| -------- | -------- | --- | ------------------------- | ---------- | --------- | -- |
| 1        | Hypercar | 7   | Toyota Gazoo Racing       | 1:23.426   | 1:23.140  | 1  |
| 2        | Hypercar | 8   | Toyota Gazoo Racing       | 1:23.605   | 1:23.262  | 2  |
| 3        | Hypercar | 5   | Porsche Penske Motorsport | 1:23.263   | 1:23.331  | 3  |
| 4        | Hypercar | 2   | Cadillac Racing           | 1:23.584   | 1:23.396  | 4  |
| 5        | Hypercar | 6   | Porsche Penske Motorsport | 1:23.739   | 1:23.408  | 5  |
| 6        | Hypercar | 50  | Ferrari AF Corse          | 1:23.583   | 1:23.532  | 6  |
| 7        | Hypercar | 12  | Hertz Team Jota           | 1:23.357   | 1:23.639  | 7  |
| 8        | Hypercar | 38  | Hertz Team Jota           | 1:23.634   | 1:23.701  | 8  |
| 9        | Hypercar | 51  | Ferrari AF Corse          | 1:23.581   | 1:23.910  | 9  |
| 10       | Hypercar | 20  | BMW M Team WRT            | 1:23.629   | 1:24.078  | 10 |
| 11       | Hypercar | 36  | Alpine Endurance Team     | 1:23.927   |           | 11 |
| 12       | Hypercar | 99  | Proton Competition        | 1:23.955   |           | 12 |
| 13       | Hypercar | 35  | Alpine Endurance Team     | 1:23.962   |           | 13 |
| 14       | Hypercar | 15  | BMW M Team WRT            | 1:24.055   |           | 14 |
| 15       | Hypercar | 83  | AF Corse                  | 1:24.066   |           | 15 |
| 16       | Hypercar | 94  | Peugeot TotalEnergies     | 1:24.406   |           | 16 |
| 17       | Hypercar | 93  | Peugeot TotalEnergies     | 1:24.445   |           | 17 |
| 18       | Hypercar | 63  | Lamborghini Iron Lynx     | 1:24.554   |           | 18 |
| 19       | Hypercar | 11  | Isotta Fraschini          | 1:24.863   |           | 19 |
| 20       | LMGT3    | 85  | Iron Dames                | 1:35.299   | 1:34.413  | 20 |
| 21       | LMGT3    | 92  | Manthey PureRxcing        | 1:35.462   | 1:34.804  | 21 |
| 22       | LMGT3    | 95  | United Autosports         | 1:35.572   | 1:34.860  | 22 |
| 23       | LMGT3    | 59  | United Autosports         | 1:35.810   | 1:34.911  | 23 |
| 24       | LMGT3    | 91  | Manthey EMA               | 1:36.015   | 1:35.471  | 24 |
| 25       | LMGT3    | 31  | Team WRT                  | 1:36.026   | 1:35.562  | 25 |
| 26       | LMGT3    | 55  | Vista AF Corse            | 1:35.620   | 1:35.656  | 26 |
| 27       | LMGT3    | 81  | TF Sport                  | 1:35.744   | 1:35.931  | 27 |
| 28       | LMGT3    | 27  | Heart of Racing Team      | 1:35.660   | 1:36.211  | 28 |
| 29       | LMGT3    | 54  | Vista AF Corse            | 1:35.877   | No time   | 29 |
| 30       | LMGT3    | 77  | Proton Competition        | 1:36.085   |           | 30 |
| 31       | LMGT3    | 46  | Team WRT                  | 1:36.163   |           | 31 |
| 32       | LMGT3    | 82  | TF Sport                  | 1:36.169   |           | 32 |
| 33       | LMGT3    | 777 | D'station Racing          | 1:36.415   |           | 33 |
| 34       | LMGT3    | 87  | Akkodis ASP Team          | 1:36.817   |           | 34 |
| 35       | LMGT3    | 60  | Iron Lynx                 | 1:37.944   |           | 35 |
| 36       | LMGT3    | 88  | Proton Competition        | 1:38.004   |           | 36 |
| Source,: |          |     |                           |            |           |    |

1. ↑  The No. 54 Vista AF Corse Ferrari did not set a competitive lap time after causing a red flag in the LMGT3 Hyperpole session[19].

## Course

### Résultats de la course
Le nombre minimum de tours pour le classement (70 % de la distance totale de la voiture gagnante) était de 165 tours. Les gagnants de classe sont en gras et ‡ .
|                                 | Class    |     | Ecurie                    | Pilotes                                                                 | Chassis                          | Pneus |     | Temps/abandon |
| Moteur                          | Class    |     | Ecurie                    | Pilotes                                                                 |                                  | Pneus |     | Temps/abandon |
| ------------------------------- | -------- | --- | ------------------------- | ----------------------------------------------------------------------- | -------------------------------- | ----- | --- | ------------- |
| 1                               | Hypercar | 8   | Toyota Gazoo Racing       | Sébastien Buemi Brendon Hartley Ryo Hirakawa                            | Toyota GR010 Hybrid              | M     | 236 | 6:01:02.554‡  |
| 1                               | Hypercar | 8   | Toyota Gazoo Racing       | Sébastien Buemi Brendon Hartley Ryo Hirakawa                            | Toyota 3.5 L Turbo V6            | M     | 236 | 6:01:02.554‡  |
| 2                               | Hypercar | 6   | Porsche Penske Motorsport | Kévin Estre André Lotterer Laurens Vanthoor                             | Porsche 963                      | M     | 236 | +1:08.811     |
| 2                               | Hypercar | 6   | Porsche Penske Motorsport | Kévin Estre André Lotterer Laurens Vanthoor                             | Porsche 9RD 4.6 L Turbo V8       | M     | 236 | +1:08.811     |
| 3                               | Hypercar | 5   | Porsche Penske Motorsport | Matt Campbell Michael Christensen Frédéric Makowiecki                   | Porsche 963                      | M     | 236 | +1:15.993     |
| 3                               | Hypercar | 5   | Porsche Penske Motorsport | Matt Campbell Michael Christensen Frédéric Makowiecki                   | Porsche 9RD 4.6 L Turbo V8       | M     | 236 | +1:15.993     |
| 4                               | Hypercar | 7   | Toyota Gazoo Racing       | Mike Conway Kamui Kobayashi Nyck de Vries                               | Toyota GR010 Hybrid              | M     | 236 | +1:23.571     |
| 4                               | Hypercar | 7   | Toyota Gazoo Racing       | Mike Conway Kamui Kobayashi Nyck de Vries                               | Toyota 3.5 L Turbo V6            | M     | 236 | +1:23.571     |
| 5                               | Hypercar | 51  | Ferrari AF Corse          | James Calado Antonio Giovinazzi Alessandro Pier Guidi                   | Ferrari 499P                     | M     | 236 | +1:27.395     |
| 5                               | Hypercar | 51  | Ferrari AF Corse          | James Calado Antonio Giovinazzi Alessandro Pier Guidi                   | Ferrari F163 3.0 L Turbo V6      | M     | 236 | +1:27.395     |
| 6                               | Hypercar | 50  | Ferrari AF Corse          | Antonio Fuoco Miguel Molina Nicklas Nielsen                             | Ferrari 499P                     | M     | 235 | +1 tour       |
| 6                               | Hypercar | 50  | Ferrari AF Corse          | Antonio Fuoco Miguel Molina Nicklas Nielsen                             | Ferrari F163 3.0 L Turbo V6      | M     | 235 | +1 tour       |
| 7                               | Hypercar | 38  | Hertz Team Jota           | Jenson Button Phil Hanson Oliver Rasmussen                              | Porsche 963                      | M     | 235 | +1 tour       |
| 7                               | Hypercar | 38  | Hertz Team Jota           | Jenson Button Phil Hanson Oliver Rasmussen                              | Porsche 9RD 4.6 L Turbo V8       | M     | 235 | +1 tour       |
| 8                               | Hypercar | 93  | Peugeot TotalEnergies     | Mikkel Jensen Nico Müller Jean-Éric Vergne                              | Peugeot 9X8                      | M     | 235 | +1 tour       |
| 8                               | Hypercar | 93  | Peugeot TotalEnergies     | Mikkel Jensen Nico Müller Jean-Éric Vergne                              | Peugeot X6H 2.6 L Turbo V6       | M     | 235 | +1 tour       |
| 9                               | Hypercar | 15  | BMW M Team WRT            | Raffaele Marciello Dries Vanthoor Marco Wittmann                        | BMW M Hybrid V8                  | M     | 235 | +1 tour       |
| 9                               | Hypercar | 15  | BMW M Team WRT            | Raffaele Marciello Dries Vanthoor Marco Wittmann                        | BMW P66/3 4.0 L Turbo V8         | M     | 235 | +1 tour       |
| 10                              | Hypercar | 36  | Alpine Endurance Team     | Nicolas Lapierre Mick Schumacher Matthieu Vaxivière                     | Alpine A424                      | M     | 234 | +2 tours      |
| 10                              | Hypercar | 36  | Alpine Endurance Team     | Nicolas Lapierre Mick Schumacher Matthieu Vaxivière                     | Alpine 3.4 L Turbo V6            | M     | 234 | +2 tours      |
| 11                              | Hypercar | 83  | AF Corse                  | Robert Kubica Robert Shwartzman Yifei Ye                                | Ferrari 499P                     | M     | 234 | +2 tours      |
| 11                              | Hypercar | 83  | AF Corse                  | Robert Kubica Robert Shwartzman Yifei Ye                                | Ferrari F163 3.0 L Turbo V6      | M     | 234 | +2 tours      |
| 12                              | Hypercar | 35  | Alpine Endurance Team     | Paul-Loup Chatin Ferdinand Habsburg Charles Milesi                      | Alpine A424                      | M     | 234 | +2 tours      |
| 12                              | Hypercar | 35  | Alpine Endurance Team     | Paul-Loup Chatin Ferdinand Habsburg Charles Milesi                      | Alpine 3.4 L Turbo V6            | M     | 234 | +2 tours      |
| 13                              | Hypercar | 2   | Cadillac Racing           | Earl Bamber Alex Lynn                                                   | Cadillac V-Series.R              | M     | 234 | +2 tours      |
| 13                              | Hypercar | 2   | Cadillac Racing           | Earl Bamber Alex Lynn                                                   | Cadillac LMC55R 5.5 L V8         | M     | 234 | +2 tours      |
| 14                              | Hypercar | 20  | BMW M Team WRT            | Robin Frijns René Rast Sheldon van der Linde                            | BMW M Hybrid V8                  | M     | 234 | +2 tours      |
| 14                              | Hypercar | 20  | BMW M Team WRT            | Robin Frijns René Rast Sheldon van der Linde                            | BMW P66/3 4.0 L Turbo V8         | M     | 234 | +2 tours      |
| 15                              | Hypercar | 99  | Proton Competition        | Julien Andlauer Neel Jani                                               | Porsche 963                      | M     | 234 | +2 tours      |
| 15                              | Hypercar | 99  | Proton Competition        | Julien Andlauer Neel Jani                                               | Porsche 9RD 4.6 L Turbo V8       | M     | 234 | +2 tours      |
| 16                              | Hypercar | 94  | Peugeot TotalEnergies     | Paul di Resta Loïc Duval Stoffel Vandoorne                              | Peugeot 9X8                      | M     | 234 | +2 tours      |
| 16                              | Hypercar | 94  | Peugeot TotalEnergies     | Paul di Resta Loïc Duval Stoffel Vandoorne                              | Peugeot X6H 2.6 L Turbo V6       | M     | 234 | +2 tours      |
| 17                              | Hypercar | 63  | Lamborghini Iron Lynx     | Mirko Bortolotti Modèle:Country data white Daniil Kvyat Edoardo Mortara | Lamborghini SC63                 | M     | 234 | +2 tours      |
| 17                              | Hypercar | 63  | Lamborghini Iron Lynx     | Mirko Bortolotti Modèle:Country data white Daniil Kvyat Edoardo Mortara | Lamborghini 3.8 L Turbo V8       | M     | 234 | +2 tours      |
| 18                              | Hypercar | 12  | Hertz Team Jota           | Callum Ilott Norman Nato Will Stevens                                   | Porsche 963                      | M     | 233 | +3 tours      |
| 18                              | Hypercar | 12  | Hertz Team Jota           | Callum Ilott Norman Nato Will Stevens                                   | Porsche 9RD 4.6 L Turbo V8       | M     | 233 | +3 tours      |
| 19                              | LMGT3    | 92  | Manthey PureRxcing        | Klaus Bachler Alex Malykhin Joel Sturm                                  | Porsche 911 GT3 R (992)          | G     | 214 | +22 tourss‡   |
| 19                              | LMGT3    | 92  | Manthey PureRxcing        | Klaus Bachler Alex Malykhin Joel Sturm                                  | Porsche M97/80 4.2 L Flat-6      | G     | 214 | +22 tourss‡   |
| 20                              | LMGT3    | 27  | Heart of Racing Team      | Ian James Daniel Mancinelli Alex Riberas                                | Aston Martin Vantage AMR GT3 Evo | G     | 213 | +23 tours     |
| 20                              | LMGT3    | 27  | Heart of Racing Team      | Ian James Daniel Mancinelli Alex Riberas                                | Aston Martin M177 4.0 L Turbo V8 | G     | 213 | +23 tours     |
| 21                              | LMGT3    | 95  | United Autosports         | Hiroshi Hamaguchi Nico Pino Marino Sato                                 | McLaren 720S GT3 Evo             | G     | 213 | +23 tours     |
| 21                              | LMGT3    | 95  | United Autosports         | Hiroshi Hamaguchi Nico Pino Marino Sato                                 | McLaren M840T 4.0 L Turbo V8     | G     | 213 | +23 tours     |
| 22                              | LMGT3    | 59  | United Autosports         | Nicolas Costa James Cottingham Grégoire Saucy                           | McLaren 720S GT3 Evo             | G     | 212 | +24 tours     |
| 22                              | LMGT3    | 59  | United Autosports         | Nicolas Costa James Cottingham Grégoire Saucy                           | McLaren M840T 4.0 L Turbo V8     | G     | 212 | +24 tours     |
| 23                              | LMGT3    | 46  | Team WRT                  | Ahmad Al Harthy Maxime Martin Valentino Rossi                           | BMW M4 GT3                       | G     | 212 | +24 tours     |
| 23                              | LMGT3    | 46  | Team WRT                  | Ahmad Al Harthy Maxime Martin Valentino Rossi                           | BMW P58 L Turbo I6               | G     | 212 | +24 tours     |
| 24                              | LMGT3    | 55  | Vista AF Corse            | François Hériau Simon Mann Alessio Rovera                               | Ferrari 296 GT3                  | G     | 212 | +24 tours     |
| 24                              | LMGT3    | 55  | Vista AF Corse            | François Hériau Simon Mann Alessio Rovera                               | Ferrari F163CE 3.0 L Turbo V6    | G     | 212 | +24 tours     |
| 25                              | LMGT3    | 77  | Proton Competition        | Ben Barker Ryan Hardwick Zacharie Robichon                              | Ford Mustang GT3                 | G     | 212 | +24 tours     |
| 25                              | LMGT3    | 77  | Proton Competition        | Ben Barker Ryan Hardwick Zacharie Robichon                              | Ford Coyote 5.4 L V8             | G     | 212 | +24 tours     |
| 26                              | LMGT3    | 81  | TF Sport                  | Rui Andrade Charlie Eastwood Tom van Rompuy                             | Chevrolet Corvette Z06 GT3.R     | G     | 212 | +24 tours     |
| 26                              | LMGT3    | 81  | TF Sport                  | Rui Andrade Charlie Eastwood Tom van Rompuy                             | Chevrolet LT6.R 5.5 L V8         | G     | 212 | +24 tours     |
| 27                              | LMGT3    | 777 | D'station Racing          | Erwan Bastard Clément Mateu Marco Sørensen                              | Aston Martin Vantage AMR GT3 Evo | G     | 212 | +24 tours     |
| 27                              | LMGT3    | 777 | D'station Racing          | Erwan Bastard Clément Mateu Marco Sørensen                              | Aston Martin M177 4.0 L Turbo V8 | G     | 212 | +24 tours     |
| 28                              | LMGT3    | 31  | Team WRT                  | Augusto Farfus Sean Gelael Darren Leung                                 | BMW M4 GT3                       | G     | 211 | +25 tours     |
| 28                              | LMGT3    | 31  | Team WRT                  | Augusto Farfus Sean Gelael Darren Leung                                 | BMW P58 L Turbo I6               | G     | 211 | +25 tours     |
| 29                              | LMGT3    | 87  | Akkodis ASP Team          | Takeshi Kimura José María López Esteban Masson                          | Lexus RC F GT3                   | G     | 211 | +25 tours     |
| 29                              | LMGT3    | 87  | Akkodis ASP Team          | Takeshi Kimura José María López Esteban Masson                          | Lexus 2UR-GSE 5.0 L V8           | G     | 211 | +25 tours     |
| 30                              | LMGT3    | 91  | Manthey EMA               | Richard Lietz Morris Schuring (en) Yasser Shahin                        | Porsche 911 GT3 R (992)          | G     | 209 | +27 tours     |
| 30                              | LMGT3    | 91  | Manthey EMA               | Richard Lietz Morris Schuring (en) Yasser Shahin                        | Porsche M97/80 4.2 L Flat-6      | G     | 209 | +27 tours     |
| 31                              | LMGT3    | 88  | Proton Competition        | Dennis Olsen Mikkel O. Pedersen Christian Ried                          | Ford Mustang GT3                 | G     | 208 | +28 tours     |
| 31                              | LMGT3    | 88  | Proton Competition        | Dennis Olsen Mikkel O. Pedersen Christian Ried                          | Ford Coyote 5.4 L V8             | G     | 208 | +28 tours     |
| 32                              | LMGT3    | 60  | Iron Lynx                 | Matteo Cressoni Franck Perera Claudio Schiavoni                         | Lamborghini Huracán GT3 Evo 2    | G     | 208 | +28 tourss    |
| 32                              | LMGT3    | 60  | Iron Lynx                 | Matteo Cressoni Franck Perera Claudio Schiavoni                         | Lamborghini DGF 5.2 L V10        | G     | 208 | +28 tourss    |
| 33                              | LMGT3    | 54  | Vista AF Corse            | Francesco Castellacci Thomas Flohr Davide Rigon                         | Ferrari 296 GT3                  | G     | 191 | +45 tours     |
| 33                              | LMGT3    | 54  | Vista AF Corse            | Francesco Castellacci Thomas Flohr Davide Rigon                         | Ferrari F163CE 3.0 L Turbo V6    | G     | 191 | +45 tours     |
|                                 | Hypercar | 11  | Isotta Fraschini          | Carl Bennett Antonio Serravalle Jean-Karl Vernay                        | Isotta Fraschini Tipo 6-C        | M     | 149 | Abandon       |
| Isotta Fraschini 3.0 L Turbo V6 | Hypercar | 11  | Isotta Fraschini          | Carl Bennett Antonio Serravalle Jean-Karl Vernay                        |                                  | M     | 149 | Abandon       |
|                                 | LMGT3    | 85  | Iron Dames                | Sarah Bovy Rahel Frey Michelle Gatting                                  | Lamborghini Huracán GT3 Evo 2    | G     | 139 | Abandon       |
| Lamborghini DGF 5.2 L V10       | LMGT3    | 85  | Iron Dames                | Sarah Bovy Rahel Frey Michelle Gatting                                  |                                  | G     | 139 | Abandon       |
|                                 | LMGT3    | 82  | TF Sport                  | Sébastien Baud Daniel Juncadella Hiroshi Koizumi                        | Chevrolet Corvette Z06 GT3.R     | G     | 133 | Abandon       |
| Chevrolet LT6.R 5.5 L V8        | LMGT3    | 82  | TF Sport                  | Sébastien Baud Daniel Juncadella Hiroshi Koizumi                        |                                  | G     | 133 | Abandon       |
| Source:                         |          |     |                           |                                                                         |                                  |       |     |               |

## Classement après la course
| Pos     | +/- | Driver                                                | Points |
| ------- | --- | ----------------------------------------------------- | ------ |
| 1       |     | Kévin Estre André Lotterer Laurens Vanthoor           | 117    |
| 2       |     | Antonio Fuoco Miguel Molina Nicklas Nielsen           | 98     |
| 3       |     | Kamui Kobayashi Nyck de Vries                         | 95     |
| 4       | 1   | Matt Campbell Michael Christensen Frédéric Makowiecki | 71     |
| 5       | 3   | Sébastien Buemi Brendon Hartley Ryō Hirakawa          | 69     |
| Source: |     |                                                       |        |

| Pos     | +/- | Manufacturer | Points |
| ------- | --- | ------------ | ------ |
| 1       |     | Porsche      | 126    |
| 2       | 1   | Toyota       | 122    |
| 3       | 1   | Ferrari      | 109    |
| 4       | 1   | Alpine       | 25     |
| 5       | 1   | BMW          | 25     |
| Source: |     |              |        |

| Pos     | +/- | No | Team               | Points |
| ------- | --- | -- | ------------------ | ------ |
| 1       |     | 12 | Hertz Team Jota    | 140    |
| 2       |     | 99 | Proton Competition | 86     |
| 3       |     | 83 | AF Corse           | 85     |
| 4       |     | 38 | Hertz Team Jota    | 79     |
| Source: |     |    |                    |        |

| Pos     | +/- | Driver                                           | Points |
| ------- | --- | ------------------------------------------------ | ------ |
| 1       | 1   | Klaus Bachler Alex Malykhin Joel Sturm           | 100    |
| 2       | 1   | Richard Lietz Morris Schuring (en) Yasser Shahin | 75     |
| 3       |     | Augusto Farfus Sean Gelael Darren Leung          | 74     |
| 4       | 3   | Ian James Daniel Mancinelli Alex Riberas         | 55     |
| 5       | 1   | François Heriau Simon Mann Alessio Rovera        | 49     |
| Source: |     |                                                  |        |

| Pos     | +/- | No | Team                 | Points |
| ------- | --- | -- | -------------------- | ------ |
| 1       | 1   | 92 | Manthey PureRxcing   | 100    |
| 2       | 1   | 91 | Manthey EMA          | 75     |
| 3       |     | 31 | Team WRT             | 74     |
| 4       | 3   | 27 | Heart of Racing Team | 55     |
| 5       | 1   | 55 | Vista AF Corse       | 49     |
| Source: |     |    |                      |        |